# 울산광역시교육연수원
울산광역시교육연수원(蔚山廣域市敎育硏修院)은 지방교육자치에 관한 법률 제32조의 규정에 의하여 각급 교육기관 및 교육행정기관 에 근무하는 공무원의 국가관과 전문자질을 함양하며 지역사회교육 등 각종 연수업무를 관장하기 위하여 울산광역시교육청 산하에 설치된 소속기관이다.

## 연혁
- 1970.05.29 경상남도교육위원회 교육연수원 개원(구 울산국민학교 강당)
- 1973.03.18 경상남도 학생수련장 개장
- 1974.07.08 현 위치로 이전(동구 등대로 110)
- 1988.09.07 경상남도교원연수원 울산분원
- 1997.07.15 울산광역시학생교육원으로 개칭
- 1998.05.27 교원연수업무 병행(조례 제232호)
- 1998.12.04 울산교육연수원으로 개칭(조례 제281호)
- 2001.06.09 원격교육연수원 지정(교육인적자원부 인가 교양81840-242호)
- 2003.05.19 분원으로 울산어학원 개원(조례 604호)
- 2003.11.10 울산학생교육원 개원으로 학생수련교육 이관(조례 제638호)
- 2008.06.30 울산광역시교육연수원으로 개칭(조례 제993
- 2018.03.01 제12대 구본우 원장 취임

## 조직
교수부,운영부,총무부,외국어교육원

## 이종산 선생 공덕비
조국의 광복으로 나라를 되찾았으나 일제의 식민정책으로 우리 청소년들이 교육을 받지 못하는 것을 안타깝게 여겨 사유지 112,285m2(34,000평)와 당시 200만원의 현찰을 기부하여 1947년 12월에 수산중학교를 설립하였다.
국고에서 보조금이 없던 당시 학교법인의 기본재산과 수입만으로 학교 운영이 어려워 후진들의 충실한 교육을 위하여 당국에 공립학교로 개편 신청하여 1959년 6월 1일 공립 방어진중학교로 출발하게 되었다.
1990년 5월 21일 동구 화정동으로 방어진중학교가 신축 이전하면서 현재 울산광역시교육연수원으로 개원하여 오늘에 이르고 있다.